# Іван Романенко (кобзар)
Іван Романе́нко (нар. 1794 — пом. 1854) — український кобзар, лірник.
Народився 1794 року. Жив у місті Борзні, а потім у містечку Британах на Чернігівщині. Помер 1854 року.

## Репертуар
У репертуарі музиканта були народні пісні та думи «Проводи козака», «Федір безродний, бездольний», «Козак Голота», «Втеча трьох братів з города Азова». Думи від нього записував М. Білозерський (перші три опубліковано в збірці А. Метлинського «Народные южнорусские песни». 1854).